# Traînée
Pour les articles homonymes, voir Traînée (homonymie).
 (septembre 2013).
Si vous disposez d'ouvrages ou d'articles de référence ou si vous connaissez des sites web de qualité traitant du thème abordé ici, merci de compléter l'article en donnant les références utiles à sa vérifiabilité et en les liant à la section « Notes et références ».
En mécanique des fluides, la traînée ou trainée est la force qui s'oppose au mouvement d'un corps dans un liquide ou un gaz et agit comme un frottement. Mathématiquement, c'est la composante des efforts exercés sur le corps, dans le sens opposé à la vélocité relative du corps par rapport au fluide.
En aérodynamique, c'est, avec la portance, l'une des deux grandeurs fondamentales. Le rapport entre portance et traînée s'appelle la finesse.
En ce qui concerne les transports terrestres, la traînée aérodynamique est toujours accompagnée d'une traînée de roulement (s'agissant de transport routiers, par exemple, c'est la résistance au roulement des pneumatiques sur la chaussée).
Différents types de phénomènes concourent à la traînée aérodynamique totale, et on distingue la traînée de forme (ou de pression), la traînée de frottement (ou visqueuse) (la plus importante pour les corps profilés) et en régimes transsonique et supersonique, la traînée d'onde. La traînée induite par la portance est également très importante s'agissant des ailes, mais on la retrouve (avec un ordre de grandeur plus faible) pour tous les corps développant une portance ou déportance (donc, par exemple, pour les automobiles ou les dirigeables). Dans le cas d'un mouvement accéléré, il faut également prendre en compte la masse ajoutée.

## Généralités

### Formule générale
L'analyse dimensionnelle montre que la traînée d'un obstacle {\displaystyle F_{x}} peut s'écrire dans le cas d'un écoulement turbulent sous la forme : 
{\displaystyle F_{x}=\textstyle {\frac {1}{2}}\rho SC_{x}V^{2}}
avec :
{\displaystyle \rho }, masse volumique du fluide,
{\displaystyle V}, vitesse loin de l'obstacle,
{\displaystyle S}, surface de référence (le maître-couple d'une forme, la surface projetée d'une aile, la surface immergée d'une coque),
{\displaystyle C_{x}}, coefficient de traînée.
Le coefficient {\displaystyle \textstyle {\frac {1}{2}}} a été institué en mars 1923 après une réflexion commune de tous les aérodynamiciens de l'époque, sur une proposition de Richard Knoller, de façon que la définition du {\displaystyle C_{x}} soit unifiée planétairement. L'avantage de ce coefficient {\displaystyle \textstyle {\frac {1}{2}}} est qu'il indexe le {\displaystyle C_{x}} sur la pression dynamique {\displaystyle \textstyle {\frac {1}{2}}\rho V^{2}} de l'écoulement.
Cette formule ne dit pas que la traînée est proportionnelle au carré de la vitesse (puisque le {\displaystyle C_{x}} peut être variable avec la vitesse). Elle permet seulement d'organiser de manière rationnelle des résultats d'essais en présentant le coefficient de traînée, nombre sans dimension, comme une fonction d'autres nombres sans dimensions. Parmi ces derniers, certains ne dépendent pas de la vitesse comme des rapports de longueurs qui décrivent la géométrie de l'obstacle ou l'incidence d'une aile. Dans certaines plages du nombre de Reynolds de l'écoulement (nombre qui caractérise l'effet de la viscosité) le {\displaystyle C_{x}} peut se montrer presque constant. Dans d'autres plages, ce n'est plus le cas (voir plus bas, par exemple, la courbe du {\displaystyle C_{x}} de la sphère dans toute la plage de Reynolds possibles). De plus, aux Reynolds très faibles, on ne peut plus  considérer que la force de traînée est proportionnelle au carré de la vitesse. De même, aux grandes vitesses, l'effet du nombre de Mach qui caractérise l'effet de la compressibilité se fait également sentir de façon prépondérante.

### Cx d'un véhicule
Le Cx est couramment utilisé en automobile afin de comparer les modèles. La surface frontale de ces modèles est souvent prise comme surface de référence.

### Cas où le Cx d'un corps ne peut être défini
Quand la géométrie du corps n´est pas régulière (et que la surface de référence varie, comme dans le cas d'un coureur cycliste ou d'un coureur à pied), il est plus difficile de parler de Cx. On utilise alors la Surface équivalente de traînée (ou Surface de traînée équivalente) SCx, ce SCx étant le quotient de la force de traînée par la pression dynamique {\displaystyle \textstyle {\frac {1}{2}}\rho V^{2}} de l'écoulement. Cependant, on estime que le Cx du coureur à pied Usain Bolt est de l'ordre de 1.2. La surface de traînée d'un skieur de compétition est donnée par Hoerner comme valant de 0,48 à 0,60 m²,.

### Différents types de traînée
Dans la plupart des cas, la traînée aérodynamique comporte une traînée de frottement ou visqueuse causée par l'entrainement de la surface « mouillée » du corps par le fluide ; cette traînée de frottement cause une dissipation de l'énergie mécanique de l'écoulement qui se transforme en chaleur. Elle est primordiale pour un corps mince comme une plaque plane (à incidence nulle par rapport au fluide).
1. Plus la forme d'un corps s'écarte d'une plaque mince à incidence nulle, plus cette traînée de frottement devient petite devant la traînée de forme, ou traînée de pression, force résultante des pressions exercées sur l'ensemble des surfaces du corps. C'est le cas d'une automobile. Cependant, les corps parfaitement profilés se déplaçant dans l'air (à l'écart du sol, tels que les dirigeables) peuvent avoir une traînée de forme très faible, leur traînée aérodynamique étant très proche de leur traînée de frottement (voir l'article Corps de moindre traînée).
2. À l'aval d'une aile d'envergure finie apparaissent des lignes de tourbillons consommateurs d'énergie qui sont à l'origine d'une traînée induite par la portance.
3. En écoulement transsonique il se forme une onde de choc (pour une idée sur le phénomène qui ralentit brutalement l'écoulement, voir Supersonique). Ce ralentissement correspond encore à une perte d'énergie, qui n'est autre que le travail de la traînée d'onde.

Dans ce qui suit, on considère le cas d'un écoulement par rapport à un obstacle fixe (comme dans une soufflerie).

## Traînée de frottement (ou visqueuse)

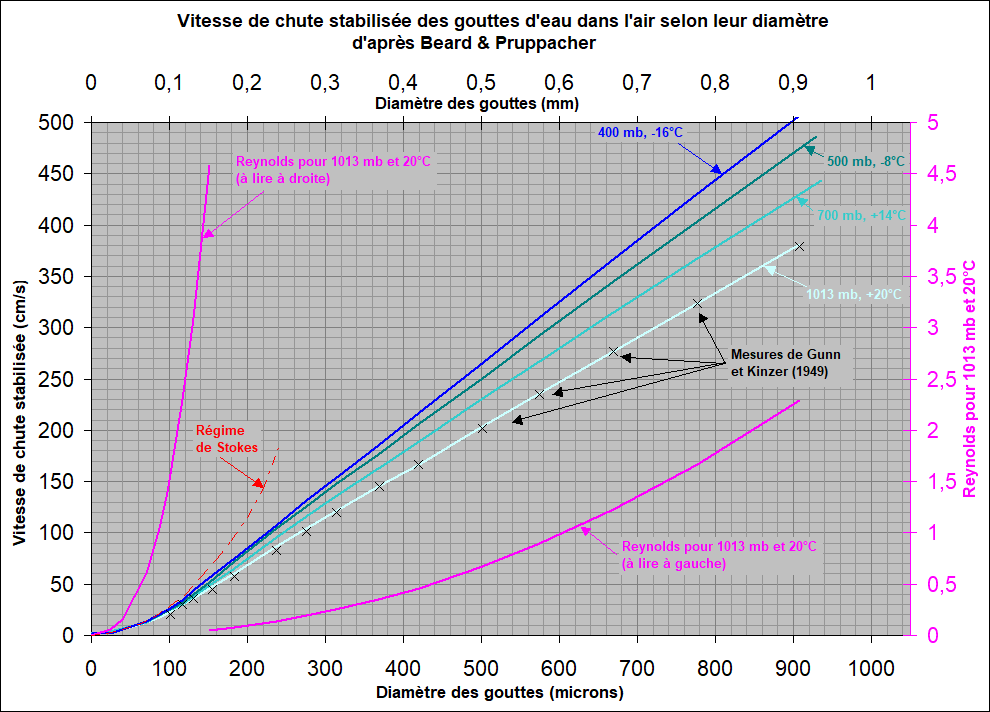
Vitesse de chute en fonction du diamètre.

La vitesse locale de l'écoulement varie entre zéro à la paroi de l'obstacle et sa valeur loin de celui-ci. On observe donc des variations de vitesse qui tendent à être atténuées par la viscosité du fluide, selon un phénomène analogue à un frottement solide et se traduisant par un échauffement du fluide.
Pour les vitesses très faibles, correspondant à un très petit nombre de Reynolds, la viscosité est prépondérante.
Le coefficient de traînée {\displaystyle C_{x}} (tel que défini précédemment) apparaît alors comme inversement proportionnel au nombre de Reynolds. La force de traînée est par conséquent proportionnelle à la vitesse et non à son carré ainsi que proportionnelle à une longueur caractéristique et non à une surface. Ce régime d'écoulement est appelé régime de Stokes.
Plus le nombre de Reynolds augmente, plus la viscosité a du mal à freiner l'écoulement général. La zone de variation des vitesses imposée par la condition de non-glissement à la paroi se rétrécit et forme la couche limite, dans laquelle se concentre l'essentiel des effets visqueux. Si dans cette couche limite l'équation de Bernoulli n'est plus valide, en dehors d'elle, elle redevient valide.
Pour la quantification du coefficient de frottement, voir l'article détaillé Couche limite.

### Aérodynamique des profils
Lorsque le fluide rencontre le profil, l'écoulement est d'abord laminaire : la couche limite est laminaire ; cette couche limite ainsi que les filets fluides au-dessus d'elle suivent la forme de l'obstacle. À partir d'une zone dite de transition, l'écoulement reste attaché, mais la couche limite devient turbulente, les particules contenues dans celle-ci ayant des trajectoires erratiques. La couche limite turbulente est plus épaisse et dissipe plus d'énergie que la couche limite laminaire (la traînée locale de frottement du profil devenant plus forte). Pour réduire la traînée de frottement, il paraît donc souhaitable de reculer autant que possible la transition laminaire/turbulent (ce qui donne les profils laminaires des planeurs). Cependant, dans certains cas, il est préférable de maintenir la couche limite en état de turbulence pour retarder la séparation (décollement) qui résulte en une forte traînée de culot.

## Traînée de forme (ou de pression)
Si la traînée de frottement représente l'essentiel de la traînée d'un corps mince, dès que l'obstacle a une certaine épaisseur, s'y ajoute une traînée de forme (ou de pression, car causée par la différence de pression entre le bord d'attaque et le bord de fuite). Modérée sur un corps profilé (en écoulement attaché), elle devient prépondérante sur un corps non profilé (en écoulement décollé).

### Cas d'un corps non profilé

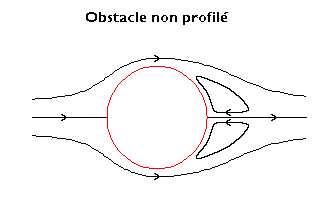

Dans le cas d'un fluide idéal (sans viscosité), le fluide est accéléré à l'amont et ralenti à l'arrière. En application du théorème de Bernoulli, la pression à la surface du corps diminue juste après le point d'arrêt (où elle est maximale), atteint un minimum près du maître couple du corps, puis réaugmente peu à peu pour retrouver (théoriquement) la même valeur qu'à l'amont. Ainsi apparaît le paradoxe de D'Alembert : sans viscosité, l'intégration des efforts de pression sur le corps résulterait en une traînée nulle.
En réalité, les fluides sont visqueux (avec cet avantage que la viscosité maintient leur cohésion). Lorsque, dans le fluide, les efforts dus à cette viscosité deviennent faibles (relativement aux efforts dus à l'inertie), c'est-à-dire aux nombres de Reynolds relativement élevés (cas des véhicules courants), il se produit souvent un décollement de l'écoulement ou plus exactement un décollement de la couche limite. Ce décollement résulte en un tourbillon aval (ou de culot) en nette dépression qui crée une forte traînée (dite de culot).
Avec un corps non profilé symétrique, comme un cylindre, ce décollement produit deux tourbillons symétriques (image ci-dessus). Une faible augmentation de la vitesse privilégie l'un des deux et, lorsque son diamètre devient de l'ordre du diamètre du cylindre, il se détache pour être remplacé par un tourbillon situé de l'autre côté, ce qui donne naissance à une allée de tourbillons de Karman. Une plus forte augmentation du nombre de Reynolds transforme le sillage tourbillonnaire organisé en un sillage désorganisé. Dans les deux cas, les vitesses des particules fluides sont augmentées à l'aval du corps, ce qui entraîne une chute de la pression donc une augmentation de la traînée.
Cette traînée (dite de forme ou de pression) correspond donc moins aux surpressions sur l'amont qu'à la dépression sur l'aval (dépression liée au décollement) (cette prépondérance de la traînée de culot, et donc le peu d'importance de la traînée de l'avant-corps, se constate, par exemple, sur la plupart des berlines actuelles)(voir Aérodynamique automobile).

Pour l'étude de la Traînée de forme (ou de pression) on fait usage de coefficients de pression {\displaystyle C_{p}} à  la surface du corps, {\displaystyle C_{p}} que l'on peut intégrer sur toute la surface pour connaître le {\displaystyle C_{x}} de pression.

### Cas d'un corps profilé

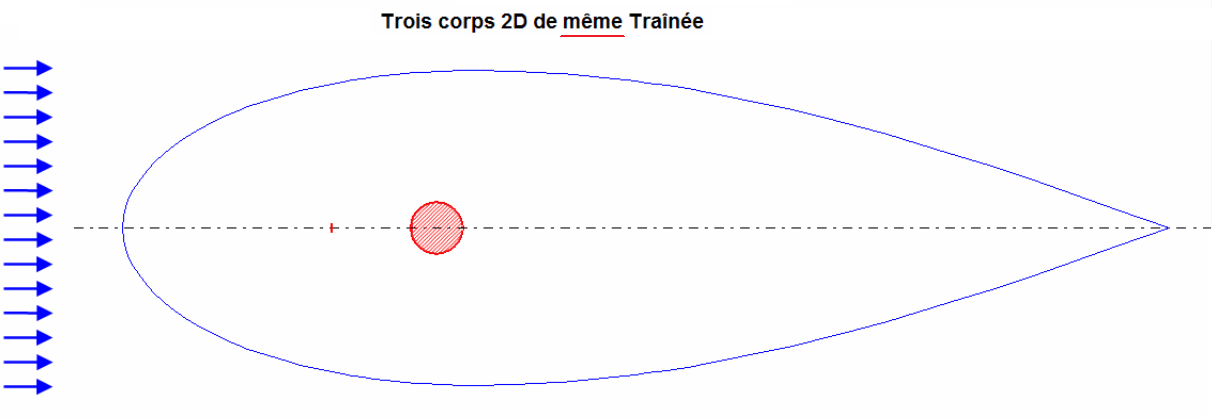
Ces trois corps 2D ont la même traînée : la palette (à peine visible en rouge), le cylindre (en rouge également), et le corps 2D de moindre traînée.

À la surface d'un corps profilé se forme une couche mince où agissent les efforts dus à la viscosité du fluide. Cette couche mince est appelée couche limite. Cette couche limite s'épaissit peu à peu de l'amont vers l'aval du corps et est entourée par une zone d'écoulement sain où la viscosité du fluide est négligeable (et ou l'équation de Bernoulli est donc valide). Un corps profilé a une traînée faible. Si l'on pousse au maximum son profilage, on aboutit aux corps de moindre traînée (cas du plus grand corps -en bleu- de l'image ci-contre).
Une aile d'avion est à la fois profilée et mince, cette dernière caractéristique la rapprochant d'une plaque. La traînée de forme d'une aile est négligeable aux incidences pas trop élevées (tant que l'écoulement reste attaché) ; c'est en effet sa traînée de friction (proportionnelle à la surface de ses parois) qui est prépondérante. Il existe néanmoins une incidence au-delà de laquelle se forme un tourbillon sur l'extrados, ce qui entraîne un décollement local avec une augmentation significative de la traînée et une diminution de la portance. Ce décollement progresse vers l'amont (le bord d'attaque du corps) quand l'incidence augmente et peut conduire au décrochage.
Un corps 3D parfaitement profilé (un dirigeable, par exemple) a également une traînée de forme négligeable : sa traînée aérodynamique provient presque uniquement de sa traînée de friction (voir l'article Corps de moindre traînée).

## Traînée induite (par la portance)
Une aile d'envergure finie crée une traînée induite par la portance via des tourbillons en bout d'aile. Ceux-ci sont liés à l'égalisation des pressions venant de l'intrados et de l'extrados.

## Traînée d'onde
Dans les ondes de choc, la vitesse de l'écoulement chute brutalement de telle sorte que sa composante normale au choc passe du supersonique au subsonique, ce qui se traduit par un nouveau type de traînée correspondant à une consommation supplémentaire d'énergie.
Dans la phase transsonique, l'onde de choc située sur l'extrados est à l'origine d'un phénomène analogue au décollement qui, outre l'augmentation de la traînée, cause une instabilité.
Dans la phase supersonique, ce phénomène disparaît mais il est remplacé, pour un profil d'aile classique à bord d'attaque arrondi, par un nouveau terme de traînée lié à une onde de choc détachée.